# الأرض الموعودة (فلم 2023)
الأرض الموعودة (بالدنماركية: Bastarden) فيلم دراما ملحمي دنماركي من اخراج نيكولاج أرسيل، وسيناريو كتبه نيكولاج أرسيل واندرس توماس جينسين. ومن بطولة مادس ميكلسن. والفيلم مقتبس من رواية "النقيب وآن باربارا" للكاتبة ايدا جيسين. والفيلم انتاج مشترك بين الدنمارك والمانيا والسويد.
عرض لأول مرة في 31 آب/أغسطس 2023 في الدورة 80 لمهرجان البندقية السينمائي، حيث نافس على جائزة الأسد الذهبي. وتم اختياره كمرشح الدنمارك لأفضل فيلم اجنبي في جائزة الأوسكار.

## القصة
في عام 1755، يصل جندي مخضرم فقير بمعاش متواضع (لودفيج كالين) إلى مرج يوتلاند القاحل لزراعة الأرض التي منحها له الملك. ويأمل في إقامة مستوطنة، وبالتالي الفوز بالثروة والشرف. لقد دخل في صراع مع فريدريك دي شينكل، مالك الأرض الذي لا يرحم والذي كان يحاول احتكار ملكية المرج.
في مواجهة قلة العمالة المتاحة، لودفيج يوظف يوهانس إريكسن، أحد أقنان فريدريك الذي فسخ عقده وهرب من سوء معاملة فريدريك، وزوجته آن باربرا. كما أنه يستأجر "التتارز" المتشردين (فرع من رومانيا) كعمال، على الرغم من أن هذه الممارسة غير قانونية.
يبذل فريدريك قصارى جهده لطرد كاهلين من الأرض والانتقام القاسي. يخوض كاهلين بعناد المعركة غير المتكافئة ويخاطر بحياته وعلاقاته بالعائلة الصغيرة المضطربة التي نشأت من حوله في البرية.

## الممثلون
- مادس ميكلسن بدور لودفيج كالين
- أماندا كولن بدور آن باربرا
- سيمون بينبريج بدور فريدريك دي شينكل
- ميلينا هاجبرج بدور أنماي موس
- كريستين كوجاث ثورب بدور إيديل هيلين
- غوستاف ليند بدور أنطون إكلوند
- مورتن هي أندرسن بدور يوهانس إريكسن
- توماس دبليو غابريلسون بدور بوندو
- ماجنوس كريبر بدور هيكتور
- سورين مولينج بدور باولي
- مورتن بوريان بدور لاونفيلدت
- جاكوب لومان يدور ترابود
- أولاف هوجارد بدور بريسلر
- فيليكس كرامر

## الانتاج
بدأ التصوير الرئيسي في 5 سبتمبر 2022. وانتهى التصوير في أوائل نوفمبر من نفس العام. تم التصوير في مواقع في ألمانيا، السويد، والتشيك.

## الاصدار
تم عرض الفيلم لأول مرة عالميًا في 31 أغسطس 2023 في مهرجان البندقية السينمائي الثمانين، ليتم عرضه بعد ذلك في 7 سبتمبر 2023 في مهرجان تورونتو السينمائي الدولي الثامن والأربعين. تمت دعوته أيضًا في مهرجان بوسان السينمائي الدولي الثامن والعشرين في قسم "السينما العالمية " وتم عرضه في 6 أكتوبر 2023.
تم طرحه تجاريًا في 5 أكتوبر 2023 في دور العرض الدنماركية.

## الجوائز والترشيحات
| السنة | الجائزة                   | الفئة                     | المستلم        | النتيجة | م.     |
| ----- | ------------------------- | ------------------------- | -------------- | ------- | ------ |
| 2023  | مهرجان البندقية السينمائي | جائزة الأسد الذهبي        | الأرض الموعودة | رُشِّح     | [ 19 ] |
| 2023  | جوائز الأفلام الأوروبية   | أفضل تصوير سينمائي أوروبي | راسموس فيديبيك | فوز     | [ 20 ] |
| 2023  | جوائز الأفلام الأوروبية   | أفضل مصمم أزياء أوروبي    | كيكي إيلاندر   | فوز     | [ 20 ] |
| 2023  | جوائز الأفلام الأوروبية   | أفضل ممثل أوروبي          | مادس ميكلسن    | فوز     | [ 21 ] |

## روابط اضافية
- مقالات تستعمل روابط فنية بلا صلة مع ويكي بيانات